# آلن گرین (بازیکن فوتبال، زاده ۱۹۵۴)
آلن گرین (انگلیسی: Alan Green؛ زادهٔ ۱ ژانویهٔ ۱۹۵۴) بازیکن فوتبال اهل ایالات متحده آمریکا است.
از باشگاه‌هایی که در آن بازی کرده‌است می‌توان به باشگاه فوتبال کاونتری سیتی اشاره کرد.
وی همچنین در تیم ملی فوتبال ایالات متحده آمریکا بازی کرده‌است.